# 草原大道历史街区
草原大道历史街区是美国芝加哥近南区（Near South Side）的一个历史街区，包括南草原大道1800到1900号，南印第安纳大道1800号，以及东Cullerton大道 211-217号 这是迪尔伯恩堡战役（Battle of Fort Dearborn）的所在地，芝加哥大火之后成为这个城市最时尚的住宅区。1979年12月27日列为芝加哥地标。1972年11月15日列入国家史迹名录。南草原大道1800号的John J. Glessner House已开辟为老房子博物馆，开放供市民参观。2006年，一个非营利组织草原区邻里联盟成立。